# 猪鬃
猪鬃是猪的鬃毛。猪毛品質最佳的是猪脖颈上的毛。猪脖颈毛条粗、油亮、弹性、韧性、耐摩性很好，是一种天然的制刷原料。
在石油化工产品，如尼龙被发明之前，猪鬃是重要的战略物资。猪鬃做的刷子是上油漆和清理军械必不可少无法替代的东西。
猪鬃是中国历史悠久的传统出口商品。世界上猪鬃产量最高的是中国，占全世界猪鬃贸易量75%以上。中国猪鬃的加工和出口始于清朝咸丰年间。在第二次世界大战之前，中国国民政府和德国的中德合作中，猪鬃是德国点名需要的战略物资之一。抗日战争中，国民政府又用猪鬃和美国换取了大量军火。
中国的猪鬃的集散地有：天津、呼和浩特、青岛、上海、汉口、重庆等地。其中以重庆产的渝鬃质量最为上乘，同时居全国猪鬃产量之冠和占有市场的大部分。渝鬃的主要产地现在主要在四川的宜宾、射洪，云南及重庆周边的县。
猪鬃的制作方法分为分别以河北唐山市丰南区胥各庄和重庆为代表的北派和南派。颜色有黑、白、花、霉四种。取鬃部位有猪脑门、后背、两肋、尾、和其他。
现存的猪鬃工业已经大不如前，曾经的国营的猪鬃厂大多已经倒闭。
目前猪鬃年产量约25万标准箱，而需求量约为65万标准箱。中国占总产量95%。